# Castel Maggiore
Castel Maggiore (en dialecte bolonyès: Castèl Mazåur) és un comune (municipi) de la Ciutat metropolitana de Bolonya (antiga província de Bolonya), a la regió italiana d'Emília-Romanya, situat uns 9 km al nord del centre de Bolonya.
L'1 de gener de 2018 tenia 18.349 habitants.

## Història
Els primers documents que parlen de l'existència del comune, anomenat anteriorment Castaniolo, es remunten al segle x. La llegenda diu que el nom prové d'un gran tronc de castanyer que hauria d'haver vingut flotant cap al llogaret a través del Canale Navile (canal de drenatge navegable).
Posteriorment Castaniolo va rebre el sobrenom de Maggiore per a distingir-lo d'un llogaret homònim (actualment Castaniolo Minore) del comune de Bentivoglio.
El nom es va transformar en l'actual durant l'època de Napoleó, el 1818, quan es va reconèixer la jurisdicció sobre els actuals llogarets.
La ciutat va patir forts bombardejos durant la Segona Guerra Mundial, a causa del pas del ferrocarril que unia Bolonya i Pàdua.

## Ciutats agermanades
Castel Maggiore està agermanat amb:
- Ingré, França